# Municipio de Chignautla
El municipio de Chignautla (del nahuatl: chicnahui, atl, tlan ‘nueve, agua, lugar’‘Lugar de los nueve rios’) es uno de los 217 municipios del estado mexicano de Puebla. Se localiza en el noreste del estado y forma parte de la zona metropolitana de Teziutlán, en la sierra Norte de Puebla. La cabecera de este municipio es la localidad de Chignautla. El municipio tiene una población de 30,254 habitantes.

## Geografía
El término municipal de Chignautla se localiza en el noreste del estado de Puebla, sus coordenadas geográficas son los paralelos 19º 39'18" y 19º 51'12" de latitud Norte, y los meridianos 97° 22' 18" y 97° 29' 4" O. Limita al norte con el municipio de Hueyapan, al oriente con Teziutlán y Xiutetelco, al sur con Tepeyahualco y Cuyoaco, y al poniente con Tlatlauquitepec, Atempan y Teteles de Ávila Castillo. Ocupa una superficie de 104.61 kilómetros cuadrados, la cual lo ubica en el 120 lugar con respecto a los demás municipios del estado.

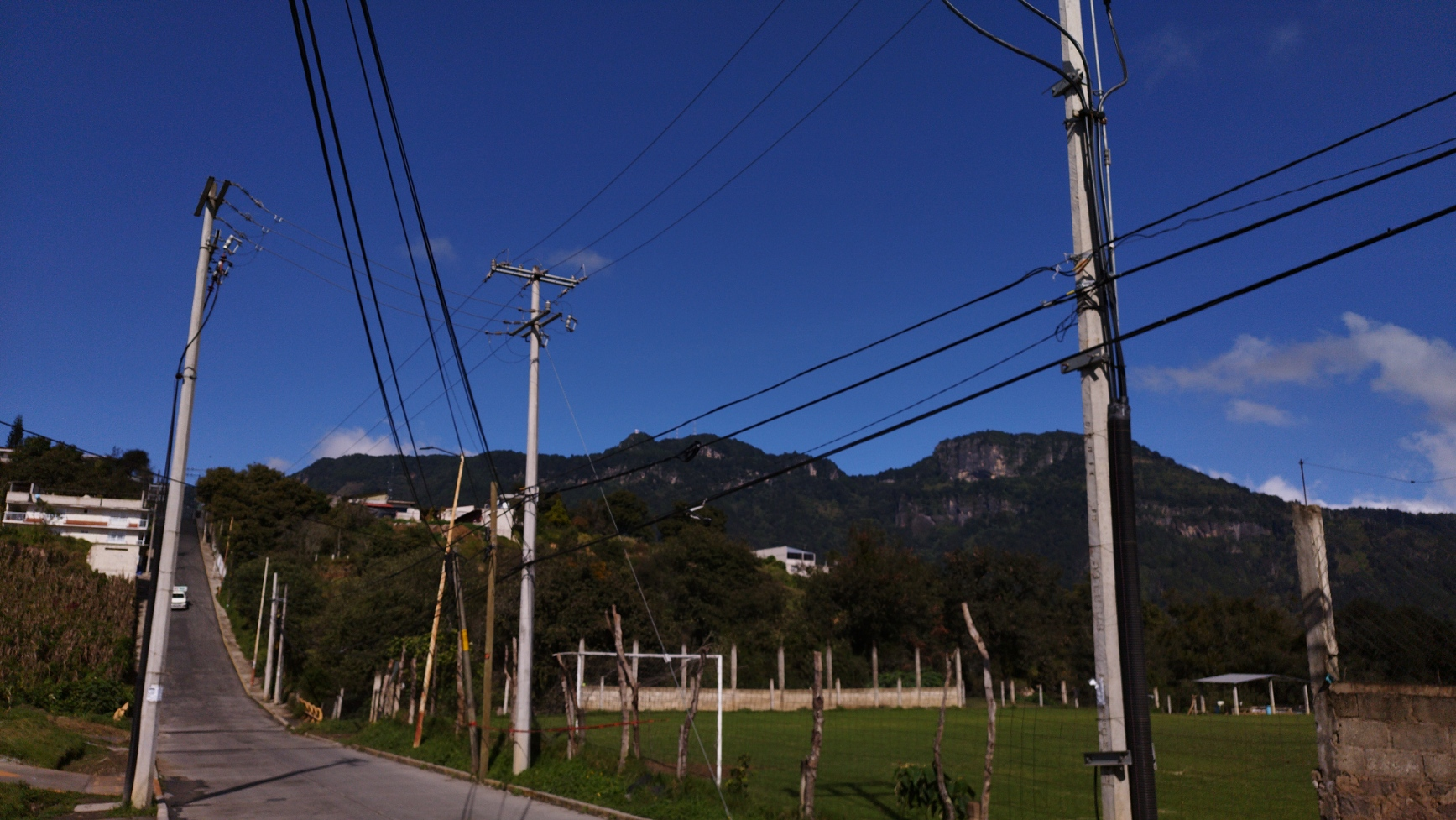
Cerro de Chignautla

El relieve de Chignautla es montañoso, se encuentra ubicado completamente dentro de la sierra Norte de Puebla, ocupando una de sus partes más altas. La zona con menor altitud en el municipio se encuentra sobre una altitud de 1 700 m s. n. m. en el extremo norte. Al noreste del municipio se encuentra un cordón de la sierra que divide a Chignautla y Atempan, este complejo montañoso es conocido como El Cerro de Chignautla, tiene una altura de 2560 m s. n. m., en su cima tiene uno de los cristos más grandes de la república Mexicana, desde donde se puede ver gran parte de la región.[cita requerida] Comprende entre otros a los cerros Tezompa y Chignautla, con una altura sobre los 2500 m s. n. m. Al poniente de estos cerros se encuentra un pequeño valle donde se concentra la mayor parte de la población. Hacia el sur se encuentra la zona de mayor altitud, formada por los cerros Hilillo (3 100 m s. n. m.) y Arenas (3 000 m s. n. m.), al parecer estas grandes elevaciones forman parte de la Gran Caldera de los Humeros, la caldera de este volcán tiene un diámetro de entre 15 a 21 kilómetros, su última erupción fue hace 20,000 años, aunque ahora presenta una pequeña actividad fumarolica y depósitos de azufre. Este es el parteaguas de la sierra, pues a partir de estas elevaciones comienza el declive hacia los llanos de San Juan, en el oriente de Puebla.
El municipio de Chignautla se encuentra ubicado dentro de dos regiones hidrológicas. La parte sur comprende las corrientes intermitentes que desaguan en la subcuenca del lago Totolcingo en los llanos de San Juan, dentro de la cuenca del Atoyac que forma parte de la región del Balsas. El norte del municipio forma parte de la cuenca del río Tecolutla, y comprende dos subcuencas. Al poniente se encuentran los tributarios del Apulco, y al noreste la subcuenca del río Joloapan. Algunos de los ríos más importantes de Chignautla son el Caja de Agua y el Ateta, afluentes del Joloapan; y el Viga Ancha, que tributa al Apulco.